# Asinello (isola)
Asinello (in croato Ilovik) è un'isola della Croazia che fa parte dell'arcipelago delle isole Quarnerine ed è situata a sudest della punta meridionale della penisola d'Istria.
Amministrativamente appartiene alla città di Lussinpiccolo, nella regione litoraneo-montana.

## Geografia

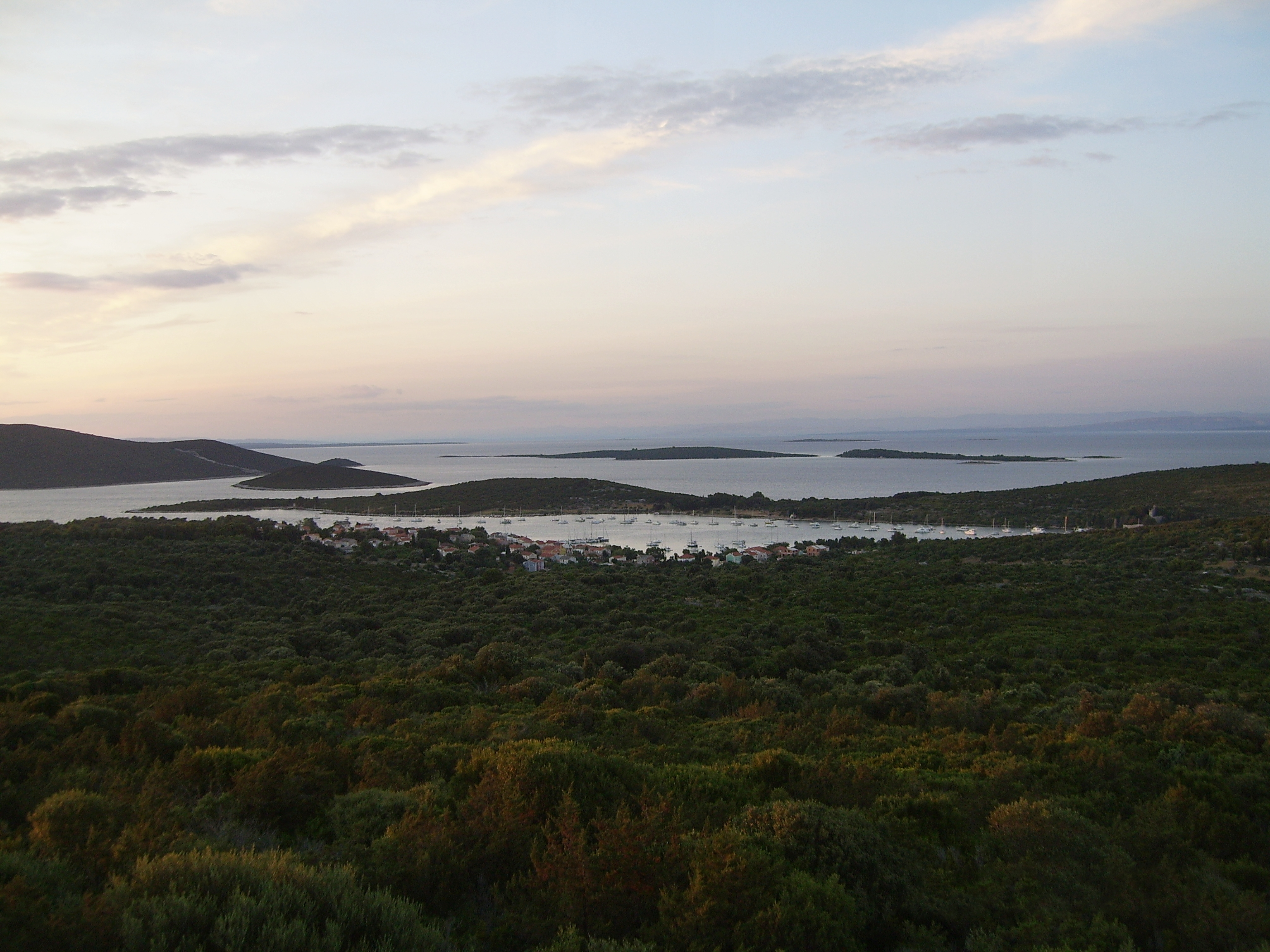
Vista dal monte Nono (Did), con l'isola di San Pietro oltre il canale, una parte di Lussino e lo scoglio Capra sulla sinistra, le isole Oriole Piccola e Oriole Grande al centro, oltre San Pietro e l'isolotto Palazziol Grande sullo sfondo.

Asinello si trova nella parte meridionale del Quarnaro, 60 km a sudest dell'Istria e 1,5 km a sudest dell'isola di Lussino; è separata da quest'ultima dalla porta di San Pietro (Ilovačka vrata). Asinello si sviluppa in direzione nordovest-sudest per circa 4 km e raggiunge una larghezza massima di 2,12 km; la sua superficie è di 5,51 km².
L'isola è di forma irregolare, con coste ricche di insenature che corrono per più di 14 km. A sud si trova la valle Parsine (uvala Paržine). Un promontorio si allunga nella parte sudorientale e termina nella punta Radovan (rt Radovan). Al centro, l'isola raggiunge la sua elevazione massima nel monte Nono (Did, "grissino") di 96 m s.l.m. Altri rilievi sono il monte della Guardia Grande (Vela Straža) e il monte Strisine.
Oltre un canale lungo circa 2,5 km e largo 300 m si trova l'isola di San Pietro.

### Flora
Il terreno è ricoperto dalla macchia mediterranea sempreverde, da uliveti, querce e rade macchie di pino di Aleppo. Oltre a ciò, l'isola è nota soprattutto per i fiori (tanto che spesso viene chiamata Isola dei fiori) per la forte presenza di oleandri, rose, alberi di eucalipto e palme.

## Storia
Fin dal 1071, Asinello e San Pietro furono registrate insieme come Neumae Insulae (dal greco neuma, segno), per poi cambiare nome nel XIII secolo in Sanctus Petrus de Nimbis e in seguito, sotto l'influenza veneziana, in San Pietro dei Nembi. Infine, quando i coloni croati giunsero sull'isola da Lussino nel XVIII secolo, chiamarono l'isola grande Tovarnjak (ovvero Asinello) e alla piccola rimase il nome di San Pietro (Sveti Petar).
Grazie all'ottima posizione geografica, il canale che separa Asinello e San Pietro è stato utilizzato in diversi periodi storici come punto d'approdo per le imbarcazioni.
I più antichi reperti trovati sull'isola risalgono alla tribù illirica dei Liburni. Si trovano anche reperti d'epoca romana come edifici, mosaici e tombe, e le rovine della chiesa altomedievale di Sant'Andrea. I primi coloni di Asinello erano braccianti che lavoravano presso l'abbazia benedettina costruita sull'isola di San Pietro.
Al censimento del 2011, gli abitanti di San Pietro dei Nembi (Ilovik), unico insediamento dell'isola, erano 85.

## Economia
La popolazione locale si occupa prevalentemente di pesca, turismo, agricoltura e pastorizia.